# MK-50
Ngư lôi Mk-50 là một ngư lôi loại nhẹ được phát triển cho Hải quân Hoa Kỳ được sử dụng để chống lại các tàu ngầm hạt nhân hiện đại chuyển động nhanh hơn và ở độ sâu hơn như các tàu ngầm thuộc lớp Alfa của Liên Xô. Mk-50 có thể được phóng từ các máy bay chống tàu ngầm (ASW) và từ các ống phóng ngư lôi ở trên tàu chiến. Mk-50 là loại thay thế ngư lôi MK-46 là loại ngư lôi loại nhẹ của hải quân. Thế hệ phát triển tiếp theo của MK-50 là loại ngư lôi MK-54 LHT.
Hệ thống đẩy của ngư lôi là một thùng nhỏ chứa khí SF6 khí này sẽ được phun ra thông qua một ống có chứa chất Lithi để tạo ra một lượng lớn khí nóng để đẩy ngư lôi ra.

## Phát triển
Được phát triển để thay thế cho ngư lôi Mk-46, Mk-50 có một sự cải tiến đáng kể so với Mk-46. Cụ thể hơn, so với Mk-46, Mk-50 có phạm vi hoạt động xa hơn, di chuyển tinh vi hơn cũng như khả năng gây sát thương, tốc độ, độ sâu và độ bền cao hơn. Một trong những tiến bộ công nghệ được sử dụng trong ngư lôi Mk-50 là hệ thống đẩy SCEPS  và điều khiển bằng phần mềm.
Chương trình Mk-50 được bắt đầu vào năm 1974 với thử nghiệm hoạt động ban đầu được tiến hành từ năm 1986 đến năm 1989. Vào năm 1992, trong lần đầu tiên Mk-50 được sử dụng (tháng 10 năm 1992), một số vấn đề liên quan đến tính hiệu quả của Mk-50 đã được tìm ra (Mk-50 không thể hoạt động và không có hiệu quả trong việc chống mục tiêu tại một số khu vực bất lực) và vì thế, một chương trình phần mềm ngư lôi Block Upgrade để giải quyết vấn đề đã được bắt đầu vào năm 1992. Dù vậy, các thiếu sót của Mk-50 vẫn không thể được giải quyết hết và Hải quân Hoa Kỳ vẫn đang nghiên cứu để tìm cách giải quyết nó. Trong cuộc tập trận FY97, ngư lôi Mk-50 hoạt động tốt. Hai hướng dẫn sử dụng chiến thuật được sửa đổi, đơn giản hóa đã được Hải quân Hoa Kỳ phát triển.

## Đặc tính chung[4]
Chức năng chính: ngư lôi loại nhẹ phóng từ tàu và máy bay
Nhà cung cấp: Alliant Techsystems, Westinghouse

Mark 50 propulsor.

Chiều dài: 2,84 m (112 inch)
Trọng lượng: 340 kg (750 LB)
Đường kính: 324 mm (12.75 inch)
Tốc độ: > 74 km/h
Hệ thống dẫn: chủ động/bị động, dẫn hướng âm thanh
Giá thành: 70000 USD
Đầu đạn: chứa 45 kg thuốc nổ mạnh (lượng nổ lõm)